# Пасо-де-Индьос
Пасо-де-Индьос (исп. Paso de Indios) — административный центр одноимённого департамента в провинции Чубут, Аргентина.

## История
Изначально название относилось к броду через реку Чубут. До конца XIX века здесь никто не жил, но путешественники, проходившие через это место, знали бивший неподалёку родник, у которого можно было отдохнуть, и это место описано в различных дневниках и рассказах.
Теодор Штробль, иммигрировавший из Германии, услышал рассказы о том, какие происшествия бывают с телегами во время долгих путешествий, и как трудно их починить в безлюдной местности, и открыл в этих местах в 1918 году кузницу. Затем рядом с кузницей появилась гостиница, потом возникла бензозаправка, и в итоге постепенно вырос посёлок.